# Won Gyun
Won Gyun (tiếng Hàn: 원균; Hanja: 元均; Romaja: Won Gyun; McCune–Reischauer: Wŏn Kyun; sinh ngày 12 tháng 2 năm 1540 – mất ngày 27 tháng 8 năm 1597) là một tướng lĩnh quân sự của nhà Triều Tiên.

## Cuộc đời và binh nghiệp
Ông sinh năm 1540 ở Bình Trạch, Kinh Kỳ đạo, thuộc dòng dõi Nguyên Châu Nguyên Thị. Trong sự nghiệp cầm quân, Nguyên Quân đã cùng Lý Dật và Lý Thuấn Thần tham gia chỉ huy nhiều cuộc chiến đấu của quân dân Triều Tiên chống lại quân xâm lược của nhà Kim (Trung Quốc) và Nhật Bản. Cuối cùng, ở trận Tất Xuyên Lương (27-28 năm 1597), hạm đội Hải quân nhà Triều Tiên do ông cùng Lý Ức Kỳ, Bùi Tiết, Thôi Hồ chỉ huy đã bị hạm đội Hải quân Nhật Bản do Shimazu Yoshihiro, Takatora Tōdō, Yoshiaki Katō, Yasuharu Wakisaka, Yukinaga Konishi cùng Yoshitaka Kuki chỉ huy đánh bại và ông hy sinh trên biển. Ngày nay, tại thành phố Pyeongtaek, tỉnh Gyeonggi, Hàn Quốc còn có di tích lịch sử về nơi an nghỉ của ông.